# Rhagada angulata
Rhagada angulata är en snäckart som beskrevs av Alan Solem 1997. Rhagada angulata ingår i släktet Rhagada och familjen Camaenidae. Inga underarter finns listade i Catalogue of Life.